# Северная армия (Япония)
Северная армия (яп. 北部軍) — территориально-административная структура японской императорской армии, отвечавшая за оборону и поддержание порядка на острове Хоккайдо и в префектуре Карафуто.
Данная структура была создана 2 декабря 1940 года. 11 февраля 1943 года она получила название Северный армейский район (яп. 西部軍管区), на её базе 10 марта 1944 года был развёрнут 5-й фронт. 1 февраля 1945 года Северный армейский район был образован вновь в качестве административной структуры

## Список командного состава

### Командующие
|   | Имя                                 | С              | По             |
| - | ----------------------------------- | -------------- | -------------- |
| 1 | Генерал-лейтенант Кисабуро Хамамото | 2 декабря 1940 | 1 августа 1942 |
| 2 | Генерал Киитиро Хигути              | 1 августа 1942 | 10 марта 1944  |
| 3 | Генерал Киитиро Хигути              | 1 февраля 1945 | 1 декабря 1945 |

### Начальники штаба
|   | Имя                                | С              | По            |
| - | ---------------------------------- | -------------- | ------------- |
| 1 | Генерал-лейтенант Мацудзиро Кимура | 2 декабря 1940 | 10 марта 1944 |